# ドヨルの妄想族
『ドヨルの妄想族』（ドヨルのもうそうぞく）は朝日放送で2015年7月11日から10月10日まで毎週土曜日深夜の「エビシーラボ」に放送されていたバラエティ番組。

## 概要
日常のささいな一コマから、町で見かける、思わず「なんで！？」と言ってしまうようなシーンが一枚の写真に。その写真を元にメンバーが膨らませた妄想をメンバー自身が演じるドラマ仕立てのVTRで披露。スタジオには毎回ゲスト（妄想先輩）が登場。ありえない妄想、笑える妄想、感動の妄想までなんでもあり。ジャニーズWESTの新レギュラー番組。

## 出演者

### MC
- 中間淳太（ジャニーズWEST）

### スタジオメンバー
- ジャニーズWEST
  - 重岡大毅
  - 桐山照史
  - 濵田崇裕
  - 神山智洋
  - 藤井流星
  - 小瀧望

### 妄想先輩（ゲスト）
- 関根勤（第一回）
- ほんこん （第二回）
- カンニング竹山（第三回）
- 海原ともこ（第四回）
- 小沢一敬（第五回）
- 大久保佳代子（第六回）
- 児嶋一哉（第七回）
- 千原ジュニア（第八回）
- 黒沢かずこ（第九回）
- 千原せいじ（第十回）

### ナレーター
- 喜多ゆかり（ABCアナウンサー）
- 古川昌希（同上）

## スタッフ
- 構成：武輪真人、上地茂晴、和田義浩、京都市行
- 美術：小林沙奈美（ABC）
- 協力：東通企画、WalkOn、Devotion、Studio Nest、マウス、アイネックス、ライズ・アップ、思巧堂、グリーン・アート、クラフト、高津商会、東京衣裳、京阪商会、ビーム、ジー・マックス、シュプール
- 編成：石田誠（ABC）
- コンテンツ：池辺圭一（ABC）
- 番組宣伝：朝比奈紀子（ABC）
- デスク：田村圭（ABC）
- AP：鈴木美絵
- AD：谷本春華（WalkOn）、射手矢正太郎（WalkOn）
- ディレクター：中村光・大野祐司（ABC）、大畑拓也（東通企画）、谷口仁則（WalkOn）、大野祐司（Devotion）、堀景輔（WalkOn）
- 演出：白石和也・矢内達也（ABC）
- プロデューサー：小川隆弘・竹島和彦（ABC）
- 制作協力：ジャニーズ事務所
- 制作・著作：ABC（朝日放送）